# Óscar Cabedo
Óscar Cabedo Cardá (Onda, provincia de Castellón, 12 de noviembre de 1994) es un ciclista español que fue profesional entre 2018 y 2024.
Es hermano de Víctor Cabedo, antiguo ciclista del equipo Euskaltel-Euskadi, fallecido en accidente de circulación en 2012.

## Trayectoria
Destacó como amateur ganando una etapa de la Vuelta a León en 2017. Debutó como profesional con el equipo Burgos-BH en 2018. Donde pronto comenzó a destacar por sus dotes escaladoras consiguiendo un 19.º puesto en la Vuelta a Asturias, 11.º puesto en la Vuelta a Aragón y sobre todo en la 4.ª etapa de la Vuelta a España donde consiguió un meritorio 7.º puesto en el final en alto de la Sierra de la Alfaguara.
Tras su salida del conjunto burgalés en 2022, militó en el Team Vorarlberg y el ABTF Betão-Feirense, siendo este su último equipo antes de retirarse en 2024.

## Palmarés
- No consiguió ninguna victoria como profesional.

## Resultados en Grandes Vueltas
| Carrera | Carrera         | 2018 | 2019  | 2020 | 2021 | 2022 | 2023 | 2024 |
| ------- | --------------- | ---- | ----- | ---- | ---- | ---- | ---- | ---- |
|         | Giro de Italia  | —    | —     | —    | —    | —    | —    | —    |
|         | Tour de Francia | —    | —     | —    | —    | —    | —    | —    |
|         | Vuelta a España | 86.º | 116.º | 63.º | 19.º | 22.º | —    | —    |

—: no participa

Ab.: abandono

## Equipos
- Burgos-BH (2018-2022)
- Team Vorarlberg (2023)
- ABTF Betão-Feirense (2024-)